# Gryżyce (województwo dolnośląskie)
Gryżyce – wieś w Polsce położona w województwie dolnośląskim, w powiecie wołowskim, w gminie Wińsko.

## Podział administracyjny
W latach 1954–1959 wieś należała i była siedzibą władz gromady Gryżyce, po jej zniesieniu w gromadzie Krzelów. W latach 1975–1998 miejscowość administracyjnie należała do województwa wrocławskiego.

## Nazwa
W kronice łacińskiej Liber fundationis episcopatus Vratislaviensis (pol. Księga uposażeń biskupstwa wrocławskiego) spisanej za czasów biskupa Henryka z Wierzbna w latach 1295–1305 miejscowość wymieniona jest w zlatynizowanej formie Grisitz.